# مانرسا
مانرسا (به اسپانیایی: Manresa) یک شهرستان در اسپانیا است که در استان بارسلون واقع شده‌است.

## خصوصیات
مانرسا ۴۱٫۶۶ کیلومترمربع مساحت و ۷۶٬۵۵۸ نفر جمعیت دارد و ۲۳۸ متر بالاتر از سطح دریا واقع شده‌است.